# Abdelwahab Abdallah
Abdelwahab Abdallah (arabe : عبد الوهاب عبد الله), né le 14 février 1940 à Monastir, est un homme politique tunisien.

## Biographie

### Formation
Il poursuit ses études primaires à Sbeïtla et secondaires au lycée de garçons de Sousse et au lycée Alaoui de Tunis. Au terme de ses études, il est licencié en droit public et en science politique et diplômé de la faculté de droit de l'université de Caen (France). Il est également titulaire d'un diplôme de l'Institut de gestion des entreprises, d'un diplôme des hautes études en droit public de l'université de Caen et d'un diplôme des hautes études en sciences politiques (doctorat en droit de l'université de Paris).

### Homme de presse et conseiller
Au début de sa carrière professionnelle, Abdallah enseigne à la faculté de droit de l'université de Caen, puis, à partir de 1971, à l'Institut supérieur de gestion de Tunis, à la faculté de droit de Tunis et à l'Institut de presse et des sciences de l'information de Tunis. Il est par la suite nommé au cabinet du ministre de l'Éducation nationale, conseiller juridique au même département et attaché au cabinet du président de la République avant d'occuper le poste de chef de cabinet du ministre-directeur du cabinet présidentiel. Au ministère de la Culture, il assume les fonctions de chef de cabinet du ministre avant d'occuper ces mêmes fonctions au ministère de l'Information. En novembre 1979, Abdallah est nommé président-directeur général de la Société nouvelle d'impression, de presse et d'édition et directeur du quotidien La Presse de Tunisie. Le 6 août 1986, il prend la tête de l'agence de presse officielle Tunis Afrique Presse.

### Ministre
Ministre de l'Information à partir du 10 septembre 1987, dans les gouvernements de Rachid Sfar, Zine el-Abidine Ben Ali et Hédi Baccouche, Abdallah est élu député en janvier 1988 sur la liste de la circonscription de Monastir. En juillet de la même année, il est désigné membre du comité central du Rassemblement constitutionnel démocratique ; il devient aussi membre de son bureau politique le 9 mars 2006.
Nommé ambassadeur au Royaume-Uni et en Irlande en octobre 1988, il devient le 20 décembre 1990 ministre-conseiller et porte-parole du président de la République. En novembre 2003, il cède cette dernière attribution à un autre conseiller du chef de l'État, Abdelaziz Ben Dhia, mais demeure ministre-conseiller auprès du président de la République chargé du département des affaires politiques et régionales jusqu'à sa nomination, le 17 août 2005, à la tête du ministère des Affaires étrangères. Il laisse ce portefeuille à l'occasion du remaniement du 14 janvier 2010 pour être nommé le 18 janvier comme ministre-conseiller auprès du président de la République chargé des Affaires politiques. À la suite de la révolution tunisienne de 2011 qui renverse le président Ben Ali, il est radié de l'ancien parti présidentiel le 18 janvier, placé en résidence surveillée puis arrêté le 12 mars.
Le 9 février, 24 avocats déposent plainte contre dix responsables de l'ancien régime du fait de leurs responsabilités au sein du RCD. Les personnes objets de la plainte sont Mohamed Ghariani, Abdallah Kallel, Ridha Chalghoum, Abderrahim Zouari, Zouheir M'dhaffer, Chédli Neffati, Abdelaziz Ben Dhia, Hamed Karoui, Kamel Morjane et tous ceux qui seraient révélés par l'enquête,. Une instruction est ouverte à leur encontre, auprès du Tribunal de première instance de Tunis, pour des charges liées à leurs activités et leurs responsabilités partisanes : détournement et extorsion de fonds, malversation, spoliation et abus de pouvoir ayant porté préjudice à l'administration,.
Le procureur de la République demande le 21 février l'émission des mandats judiciaires nécessaires et charge le premier juge d'instruction, Mondher Ben Jâafer, de l'enquête,. Le 23 mai 2012, la chambre d'accusation auprès du tribunal de première instance de Tunis innocente Abdallah dans cette affaire mais il demeure en détention préventive pour une autre affaire. Le 12 juillet 2013, il est finalement libéré dans cette seconde affaire après un total de plus de 25 mois de détention préventive.

### Vie privée
Il est marié à Alya Abdallah, présidente-directrice générale de la Banque de Tunisie du 7 avril 2008 à la révolution tunisienne de 2011, à l'issue de laquelle elle est déchue de son poste. Précédemment, elle est aussi présidente du conseil d'administration de l'Union internationale de banques (UIB) et membre du directoire de la Société tunisienne de banque.